# 움마 홈
움마 홈(Umma Sulcus)는 목성의 위성인 가니메데에 있는 지역으로 홈 모양의 밝은 지형이다. 길이는 1,270km이다.